# Metopius bellatorius
Metopius bellatorius là một loài tò vò trong họ Ichneumonidae.